# Riem Hussein
Riem Hussein (Bad Harzburg, Alemania, 26 de julio de 1980) es una árbitra de fútbol alemana de ascendencia palestina, internacional desde el 2009.

## Biografía
Riem Hussein fue un jugadora de fútbol activo hasta 2005. Como delantera, jugó en la temporada 2004/05 para el equipo de segunda división el MTV Wolfenbüttel y anotó 18 goles esa temporada.
Después, se convirtió en árbitro de la DFB e inicialmente dirigió los juegos en la 2ª División de la Bundesliga Femenina y desde 2006 los partidos de la Bundesliga Femenina. También fue en 2008 asistente de árbitros en la final de la Copa Femenina de la DFB.
En 2009, se convirtió en árbitro de la FIFA y desde entonces también encabeza partidos europeos internacionales. El 15 de mayo de 2010, Hussein aribitró la final de la Copa Femenina de la DFB. Ella se convirtió en la Árbitro del año 2012/2013.
Hussein arbitra desde 2008 los juegos de los hombres de la cuarta división de Regionalliga. Para la temporada de fútbol 2015/16, ascendió a la 3. Liga. En su primer partido, arbitró en la jornada 2, el partido del 1. FSV Maguncia 05 contra 1. FC Magdeburgo. Por lo tanto, es luego de Bibiana Steinhaus, la segunda árbitra alemán, que se utiliza en el fútbol de los hombres profesionales.
A tiempo completo, trabaja como farmacéutica.

## Carrera

### Torneos de selecciones
Ha arbitrado en los siguientes torneos de selecciones nacionales:
- Campeonato Femenino Sub-19 de la UEFA de 2011
- Eurocopa Femenina 2013
- Campeonato Europeo Femenino Sub-19 de la UEFA 2012
- Campeonato Europeo Femenino Sub-19 de la UEFA 2013
- Clasificación de UEFA para la Copa Mundial Femenina de Fútbol de 2015
- Clasificación para la Eurocopa Femenina 2017
- Copa Mundial Femenina de Fútbol Sub-20 de 2016 en Papúa Nueva Guinea
- Copa de Algarve
- Eurocopa Femenina 2017 en los Países Bajos
- Clasificación de UEFA para la Copa Mundial Femenina de Fútbol de 2019
- Copa Mundial Femenina de Fútbol Sub-17 de 2018 en Uruguay
- Cyprus Cup
- Copa Mundial Femenina de Fútbol de 2019 en Francia[4] vergonzosa actuación en el encuentro Noruega frente a Inglaterra al pitar un inexistente penalty en julio de 2022